# Igreja de Colo
A Igreja de Colo (castelhano: Iglesia de Colo) é uma igreja católica localizada na localidade de Colo, comuna de Quemchi, no Chile. Forma parte do grupo de 16 igrejas de madeira de Chiloé qualificadas como Monumento Nacional do Chile e reconhecidas como Patrimônio da Humanidade pela Unesco.
Integra a diocese de Ancud e seu santo patrono é Santo Antônio, cuja festa celebra-se em 13 de junho.